# Maria Guleghina
María Guléguina, italianizado como Maria Guleghina (en ruso Мария Агасовна Гулегина, María Agásovna Guléguina; en ucraniano Марія Агасівна Гулегіна, María Agásivna Guléguina; de soltera Meitardzhian; Odesa, 9 de agosto de 1959 - ), es una soprano ruso-ucraniana de ópera especializada en el repertorio italiano. Por su voz ha sido llamada la «Cenicienta de Rusia», «soprano rusa con Verdi fluyendo en las venas» y «milagro vocal». Está considerada como una de las más importantes sopranos dramáticas de su generación con una voz cálida y rica, y con gran presencia dramática en escena.

## Biografía
Maria Guleghina nació el 9 de agosto de 1959 en la ciudad ucraniana de Odesa cuando el país formaba parte de la Unión Soviética. Hija de padre armenio y madre ucraniana se formó en el Conservatorio de Música con Yevgueni Ivanov, quien la guiaría aún después de haber acabado sus estudios.
Comenzó la carrera profesional en 1985 en la ópera del Estado en Minsk con el papel protagónico de Iolanta. Poco después partía de la URSS para seguir su carrera en el extranjero. En 1987 participó en Un ballo in maschera, en La Scala de Milán interpretando a Amelia junto a Luciano Pavarotti, que cantaba el papel de Ricardo.
Interpretó I due Foscari, Manon Lescaut, y Tosca en los principales escenarios operísticos de Europa, en ciudades como Viena, Múnich, Hamburgo y Londres. En 1995 debutó en la ópera de París con Nabucco en donde interpretó el papel de Abigail. 
Su debut en Estados Unidos se produjo en 1990 en la Metropolitan Opera de Nueva York con la obra Andrea Chénier. Allí interpretó a Maddalena y compartió tablas nuevamente con Pavarotti. Actuó también en las Ópera de San Francisco y la Ópera Lírica de Chicago. En 2005 maravilló al público en un recital verdiano en el Teatro Colón de Buenos Aires, al cual regresó en 2019 como protagonista de Turandot.
Ha realizado trabajos tales como Ernani, Simon Boccanegra, Cavalleria rusticana, Fedora añadiendo otros papeles más exigentes tales como Odabella en Attila y lady Macbeth en Macbeth, ampliando así su repertorio.
En 1992 actuó en el Teatro Mariinsky de San Petersburgo (Rusia), en el rol de Lisa de la ópera La dama de picas de Chaikovski. También se ha presentado con frecuencia en Japón. Y cantó un aria de Aida en la inauguración del nuevo Teatro Nacional de Ópera de Oslo (Noruega).

## Repertorio
- Verdi

Aida (Aida), La Traviata (Violetta), Attila (Odabella), Otello (Desdemona), Macbeth (Lady Macbeth), Nabucco (Abigaille), La Forza del Destino (Eleonora), Ernani (Elvira), Oberto (Leonora), I Due Foscari (Lucrezia), Il Trovatore (Leonora), I vespri siciliani (Elena), Un Ballo in Maschera (Amelia), Simon Boccanegra (Amelia), Don Carlo (Elisabetta), Réquiem (Soprano), Giovanna d'Arco (Giovanna d’Arco)  
- Puccini

Tosca (Tosca), Manon Lescaut (Manon Lescaut), Il Tabarro (Giorgetta) Turandot (Turandot)            
- Chaikovski

Eugenio Oneguin (Tatiana), Iolanta (Iolanta), La dama de picas (Lisa), La doncella de Orleans (Janna), Mazeppa (Maria)
- Rajmáninov

Aleko (Zemfira), Francesca da Rimini (Francesca da Rimini) 
- Giordano

Andrea Chénier (Maddalena), Fedora (Fedora)  
- Rossini

El barbero de Sevilla (Rosina)
- Mascagni

Cavalleria Rusticana (Santuzza)
- Wolf-Ferrari

Sly (Dolly)  
- Bellini

Norma (Norma)  
Arias varias de:
Donizetti, Bellini, Puccini, Monteverdi, Pergolesi, Scarlatti, Glinka, Chaikovski, Rajmáninov, Bach, etc.

## Grabaciones
- Andrea Chenier, DVD, Teatro Communale di Bologna (TDK).
- Macbeth, DVD, Liceu en Barcelona (Opus Arte).
- Nabucco, DVD, ópera metropolitana, con James Levine (DG).
- Pasión de Verismo (TMR), grabación en vivo del concierto de arias.
- Pasión de Rachmaninov (TMR), grabación de Romances.
- Macbeth, DVD, grabada en el Metropolitan opera house de New York.